# 宾伽罗

宾伽罗 梵之名piṅgala (Devanagari: पिङ्गल ) 公元前二至三世纪古印度学者，其著作《诗律经》Chandaḥsūtra 是有关诗歌格律的重要著述，为后人所称赞。